# Sarakreek
Sarakreek – miasto oraz okrąg (ressorten) w dystrykcie Brokopondo, w Surinamie. Według danych na rok 2012 miasto zamieszkiwało 3076 osób, a gęstość zaludnienia wyniosła 0,67 os./km².

## Demografia
Ludność historyczna:
| Rok                           | 2004  | 2012  |
| ----------------------------- | ----- | ----- |
| Ludność                       | 4913  | 3076  |
| Gęstość zaludnienia os./km²   | 1,07  | 0,67  |
| Roczna zmiana liczby ludności | -5,7% | -5,7% |

## Klimat
Klimat jest tropikalny. Średnia temperatura wynosi 22°C. Najcieplejszym miesiącem jest wrzesień (24°C), a najzimniejszym miesiącem jest czerwiec (20°C). Średnie opady wynoszą 2886 milimetrów rocznie. Najbardziej wilgotnym miesiącem jest maj (429 milimetrów deszczu), a najbardziej suchym miesiącem jest wrzesień (86 milimetrów).